# Дмитриевский (Пензенская область)
 Дмитриевский  — поселок Нижнеломовского района Пензенской области. Входит в состав Виргинского сельсовета.

## География
Находится в северо-западной части Пензенской области на расстоянии приблизительно 29 км на юго-восток по прямой от районного центра города Нижний Ломов.

## История
В 1955 году бригада колхоза имени Куйбышева. В 2004 году — 18 хозяйств.

## Население
Численность населения: 132 человека (1926 год), 137 (1930), 153 (1939), 144 (1959), 53 (1979), 20 (1989), 5 (1996). Население составляло 12 человека (русские 100 %) в 2002 году, 6 в 2010.